# Big Springs Lookout Tower
La Big Springs Lookout Tower es una torre de vigilancia contra incendios en el Bosque Nacional Kaibab cerca de Big Springs, Arizona, Estados Unidos. La torre fue construida en 1934 por el Servicio Forestal de Estados Unidos con contratistas de Kanab, Utah. La torre de acero es de 30 m de altura y cuenta con una cabina cuadrada de 2,1 m² en la parte superior. Una cabina de madera se encuentra cerca de la base de la torre; la cabina fue construida en 1959 para sustituir a una cabaña de troncos viejos.  La torre fue incluida en el Registro Nacional de Lugares Históricos en 1988.